# Joseph Pfriemb

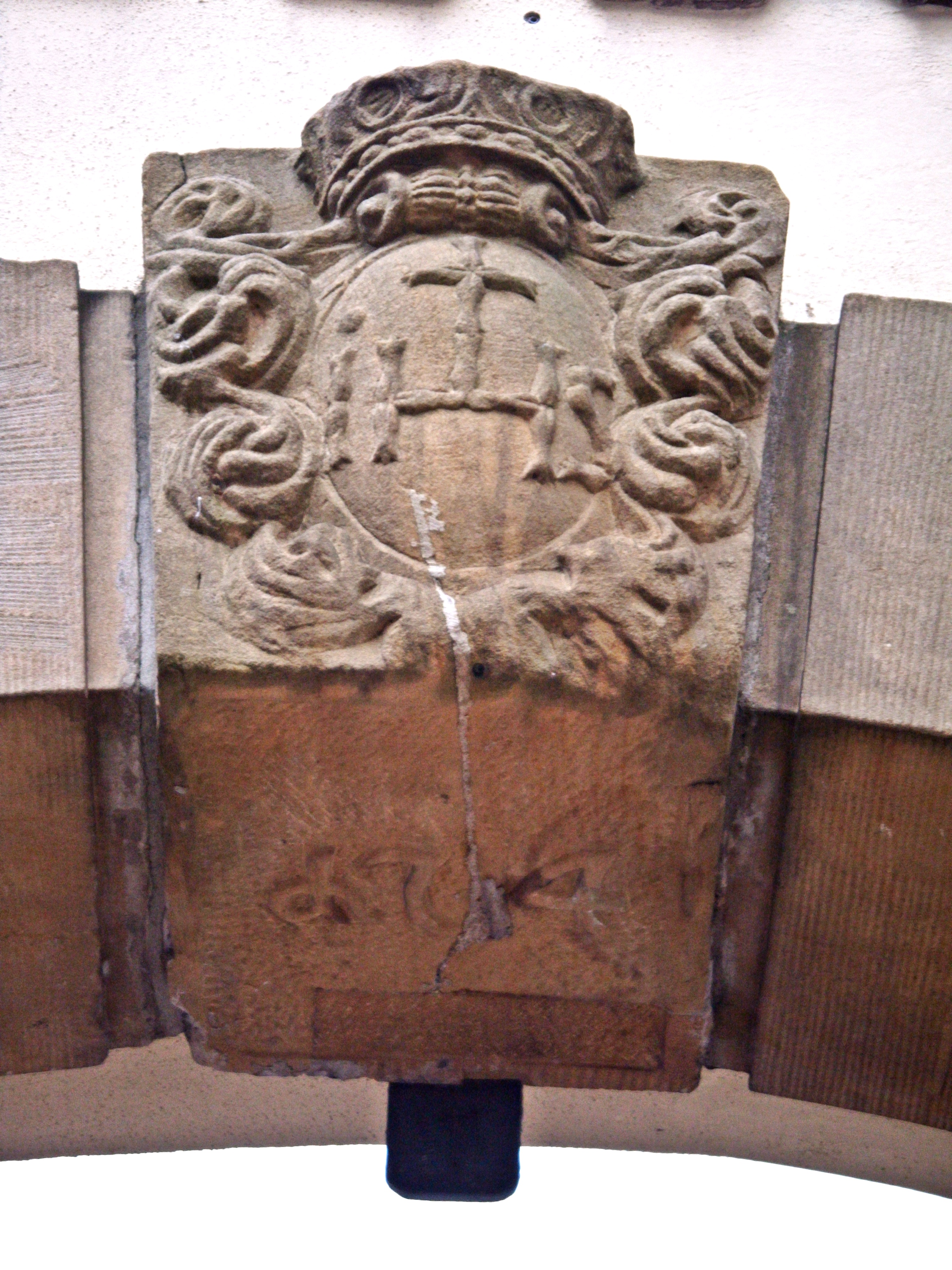
Wappenschlussstein vom Eingangstor des Jesuitenkollegs Speyer

Joseph Pfriemb, auch Joseph Pfriem, (* 21. Mai 1711 in Gaibach; † nach 1771) war ein deutscher Jesuit und Hochschullehrer.

## Leben und Wirken
Joseph Pfriemb stammte aus Unterfranken und wurde in Gaibach nahe Volkach geboren.  Pfriemb trat am 14. Juli 1732 in den Jesuitenorden ein.
In den Jahren 1748 und 1749 lehrte er Ethik und Physik an der Universität Mainz. Hier veröffentlichte er seine Dissertation Unde terrae motus, quibus urbs Lima in America australi a 1746, über das damalige Erdbeben von Lima; 1749 auch eine Streitschrift gegen den Erfurter Professor  Andreas Gordon, wegen dessen Polemik gegen die scholastische Logik und Physik. Gordon wurde durch seine Universitätskollegen weitgehend gestützt. Die Universität Erfurt unterstand dem Mainzer Erzbischof und Pfriembs Streitschrift führte offenbar zu seiner  Versetzung nach Bamberg.  Dort wirkte er von 1750 bis 1761 als Theologieprofessor an der Hochschule. 1761 erschien hier seine Publikation Consuetudines patriae Bambergenses de conjugali bonorum ac praecipue prolium unione, die Fürstbischof Adam Friedrich von Seinsheim gegen ihn aufbrachte. Ab dem 9. September 1762 amtierte Joseph Pfriemb als Rektor des Jesuitenkollegs Speyer, gleichzeitig lehrte er seit 1767 Theologie an der Universität Heidelberg. 1771 erscheint der Jesuit als Theologieprofessor an der Universität Fulda; Sterbedatum- und ort sind nicht bekannt.
Pfriemb publizierte diverse naturwissenschaftliche bzw. theologische Werke.